# Eusandalum desmanthusae
Eusandalum desmanthusae är en stekelart som beskrevs av Jean Risbec 1952. Eusandalum desmanthusae ingår i släktet Eusandalum och familjen hoppglanssteklar.
Artens utbredningsområde är Madagaskar. Inga underarter finns listade i Catalogue of Life.